# Vanessa fracta
Vanessa fracta är en fjärilsart som beskrevs av Tutt 1896. Vanessa fracta ingår i släktet Vanessa och familjen praktfjärilar. Inga underarter finns listade i Catalogue of Life.